# Fuerzas Armadas de Georgia
Las Fuerzas Armadas de Georgia (en georgiano: საქართველოს შეიარაღებული ძალები, Sak’art’velos Sheiaraghebuli Dzalebi), es el nombre de las fuerzas armadas unificadas de Georgia. Esta consiste en las Fuerzas de Tierra de Georgia, la Fuerza Aérea de Georgia y la Guardia Nacional de Georgia (una organización paramilitar). Los objetivos de la política de defensa nacional basados en la Constitución de Georgia son la garantía de la preservación de la independencia y soberanía del Estado y la integridad de su territorio en tierra, aguas territoriales y espacio aéreo y el orden constitucional. Las Fuerzas armadas de Georgia están bajo la autoridad del Ministerio de Defensa Georgiano.

## Historia
Las Fuerzas Armadas Georgiana fueron establecidas a principios de la década de 1990 de unidades del antiguo Ejército Soviético en suelo georgiano, milicias irregulares, y personal georgiano retornado de otros puestos dentro de las anteriores Fuerzas Armadas Soviéticas.
El 23 de marzo de 1994, Georgia fue una de las primeras antiguas repúblicas de la Unión Soviética en unirse a la Asociación para la Paz (Partnership for Peace. Entre los miembros de esta Asociación Georgia fue el primer país en presentar la documentación especial (mayo de 2004) y el 29 de octubre de 2004 el Consejo del Atlántico Norte aprobó el primer Plan de Acción Individual de la Asociación (IPAP) para Georgia. Se aprueba este plan, Georgia tendrá la oportunidad de acceder al Plan de Acción de Miembros (MAP).

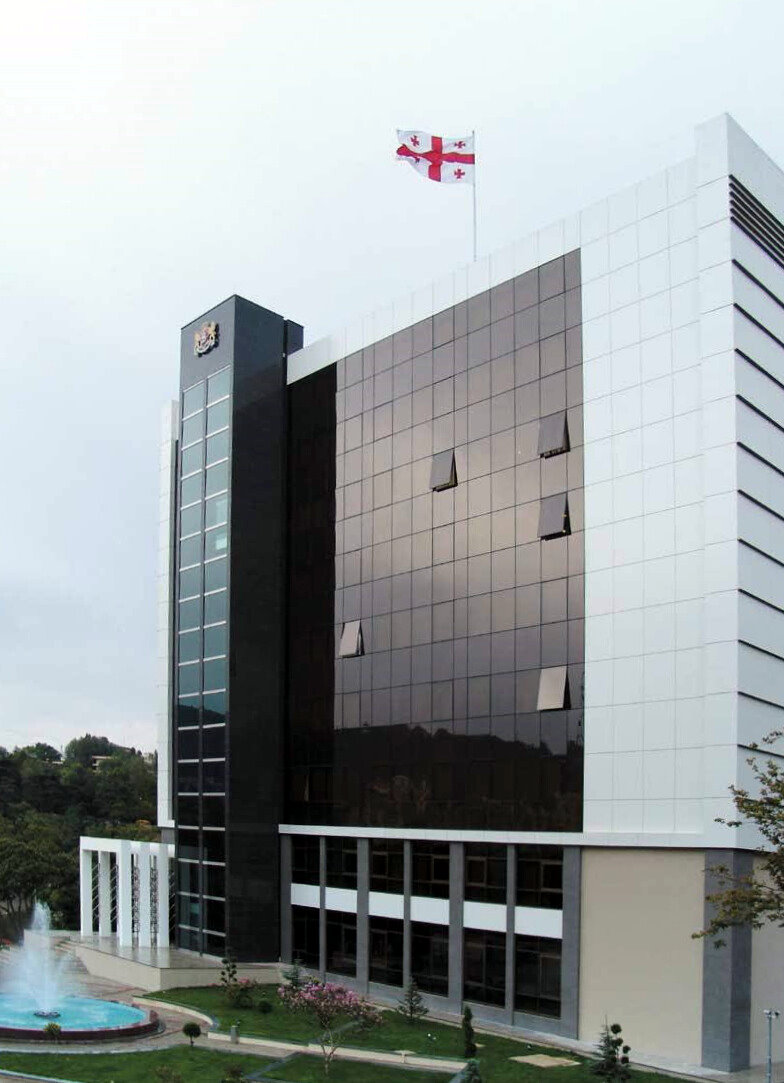
Sede del Ministerio de Defensa en Tiflis.

El Programa de Entrenamiento y Equipamiento de Georgia (Georgia Train and Equip Program, GTEP) fue conducido utilizando fuerzas de los Marines de EE. UU. y las Fuerzas de Operaciones Especiales de los EE. UU. desde mayo de 2002 hasta mayo de 2004. Durante este tiempo aproximadamente 2.600 soldados georgianos, elementos del Estado Mayor y 5 unidades tácticas, recibieron entrenamiento. Otro programa de asistencia, el Programa de Operaciones de Seguridad y Estabilidad de Georgia (Georgia Security and Stability Operations Program, Georgia SSOP), fue lanzado en enero de 2005 como continuación del GTEP de 2002-2004. Contingentes georgianos han estado involucrados en la Kosovo Force (KFOR) y continúan participando en las operaciones en Irak y Afganistán.
Las Fuerzas Armadas Georgianas (FAG) han sido ampliamente reformadas en los años recientes para cumplir con las aspiraciones de Georgia de unirse a la OTAN y para responder mejor a los existentes desafíos como las tensiones regionales como los conflictos separatistas en las regiones de Abjasia y Osetia del Sur así como las amenazas del terrorismo global. Georgia también observa una invasión extranjera a gran escala y la expansión de los conflictos del Norte del Caucaso de Rusia como las peores escenarios potenciales a corto y largo plazo, respectivamente.
El 8 de agosto de 2008 las fuerzas armadas de Georgia condujeron un operación de la región separatista de Osetia del Sur. La operación llevó a un conflicto armada con fuerzas de la Federación Rusa y resultó en la derrota y la expulsión de las fuerzas georgianas de Osetia del Sur y Abjasia. Siguiendo las operaciones militares, Rusia reconoció la independencia de las regiones, declarada una década antes.
El presupuesto militar de Georgia aumentó en más de 50 veces desde el periodo de 2002 (US$ 18 mln.) hasta 2007 (US$ 780 mln.), alcanzando más del 7% del PIB de Georgia. El presupuesto militar entonces doblado a final de 2008 y en la actualidad desde febrero de 2009, cuenta 660 mln lari (US$ 366 mln.)

### SigloXXI
En agosto de 2008, después de una serie de graves choque en Osetia del Sur, Georgia intentó tomar el territorio separatista por la fuerza. En el resultante conflicto militar con Rusia, Georgia fue expulsada de Osetia del Sur y Abjasia, y perdió parte de su capacidad militar. De acuerdo con el ministro de Defensa Davit Kezerashvili, Georgia perdió $400 millones en valor de material. Las fuerzas rusas confiscaron un total de 1.728 armas de fuego. De sus 200 tanques T-72 originales, se perdieron más de 35, incluyendo 24 que fueron capturados intactos. Un total de 50 piezas de equipo militar fueron capturadas, y algunas otras destruidas. Partes de la relativamente moderna artillería georgiana y unidades antiaéreas fueron capturadas y después destruidas. Las fuerzas rusas hundieron cuatro navíos georgianos en el puerto de Poti, una embarcación de guarda costera en una escaramuza naval y se incautaron de nueve botes inflables de casco rígido. Las Fuerzas Aéreas Georgianas perdieron dos aviones entrenadores L-29, una aeronave AN-2, y cuatro helicópteros, todos destruidos en tierra. A pesar de estas pérdidas mayoritariamente fuera de combate, el presidente Míjeil Saakashvili proclamó que Georgia había perdido menos del 5% de sus capacidades militares, en desacuerdo con los portavoces militares georgianos.

#### Reconstrucción
Georgia inmediatamente empezó un proceso de rearmamento después de la guerra. El conflicto fue inmediatamente seguido de un programa muy rápido de reposición en los componentes individuales de las FAG seguido de un programa adicional de requipamiento masivo y modernización. Dos buques georgianos hundidos en Poti fueron reflotados y puestos de nuevo en servicio, aunque uno tuvo que ser reparado. Georgia también compró lanchas patrulleras y lanchas rápidas de ataque a Turquía, aunque su armamento más pesado eran cañones de 25-30mm. Las unidades de las Fuerzas Navales Georgianas restantes fueron fusionado con la Guarda Costera Georgiana, que recibió entrenamiento en búsqueda y tácticas de asalto de Estados Unidos. Ucrania entregó munición y sistemas de artillería a Georgia en septiembre de 2008, y después suministró a Georgia 12 tanque T-84 y 10 tanque T-72, tres vehículos blindados de transporte de personal BTR-80, 60 misiles portables de defensa aérea, municiones y lanzadores de cohetes, y misiles dirigidos antitanques. Ucrania continuó suministrando envíos de armas a Georgia, y anunció que solo pararía si el Consejo de Seguridad de Naciones Unidas imponía un embargo. Turquía vendió a Georgia 75 blindados de transporte de personal, armas de fuego, munición, vehículos militares, sistemas de telecomunicaciones y misiles de fabricación pakistaní. Israel suministró a Georgia con armas de fuego después de la guerra. Los Estados Unidos también suministraron grandes cantidades de armas y equipamiento militar a Georgia después de la guerra, y entrenó a personal georgiano. Israel vendió a Georgia numerosos UAV (vehículos no tripulados), y Turquía suministró a Georgia dos helicópteros. Los Estados Unidos también entrenaron a soldados georgianos para ser desplegados en Afganistán. Georgia también reconstruyó sus bases militares dañadas. En agosto de 2010, se informó que Georgia gastó 30 veces más en presupuesto militar que en desarrollo económico. Para finales de 2010 los militares de Georgia habían alcanzado una fuerza mayor que en los niveles anteriores a la guerra, y después de completar las reformas, redujeron decisivamente el gasto militar. Desde 2010, Georgia empezó a producir su propia línea de vehículos blindados, pequeño armamento, sistemas de artillería y vehículos no tripulados.

## Organización

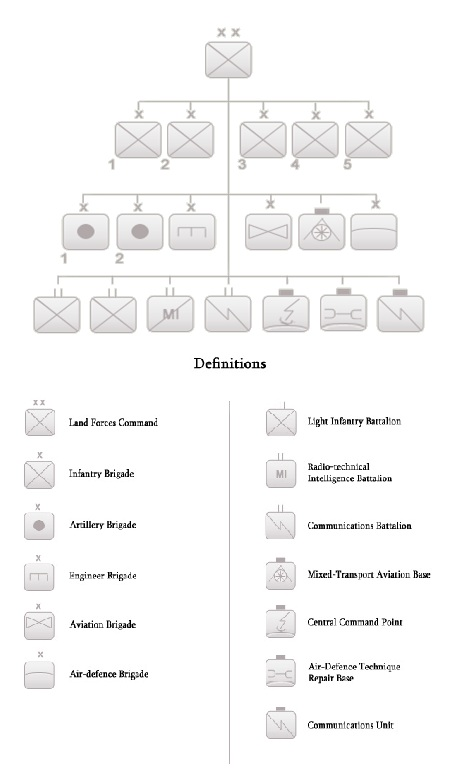
Estructura de las Fuerzas Armadas de Georgia en 2011.

La presente fuerza autorizada de las estructuras de las FAG es de 36.553 efectivos, incluyendo 21 oficiales de alto rango, 6.166 oficiales y sargentos, 28.477 soldados de base, 125 cadetes y en torno a 388 civiles. El Parlamento Georgiano tiene por objetivo aumentar la fuera profesional de las fuerzas de tierra hasta 2011. La legislación georgiana (a 17 de diciembre de 2010) establece que el tamaño de las fuerzas armadas de no más de 37.000 efectivos para el año 2011. Esta limitación no se extiende al estado de guerra, la reserva militar y el personal temporal del Ministerio de Defensa de Georgia.
- Fuerzas de Tierra de Georgia
- Guardia Nacional de Georgia

Las Fuerzas de Tierra forman el mayor componente de las FAG responsable de proporcionar defensa terrestre contra cualquier amenaza a la soberanía de la nación y su integridad territorial, apoyar a la Policía de Frontera en las protección fronteriza y a las autoridades civiles en operaciones contra-terroristas así como proporcionar unidades para operaciones dirigidas por la OTAN en el extranjero. Están organizadas en brigadas de infantería, artillería y otras capacidades de apoyo operando al nivel de batallón.
La Fuerza Aérea consiste de los activos de la aviación y defensa aérea y proporciona seguridad al espacio aéreo de Georgia, mientras que la Marina de Georgia protege las aguas territoriales de Georgia y contribuye a la defensa marítima colectiva de la región del mar Negro. La Brigada de la Fuerza Especial es responsable de conducir el reconocimiento, la guerra no convencional y las operaciones de contra-terrorismo.

### Ejército de Tierra
La estructura de las Fuerzas de Tierra de Georgia está basada en unidades militares del tamaño de brigada y batallón. La fuerza principal consiste en cinco brigadas de infantería y dos de artillería con brigadas y batallones adjuntos. Las brigadas georgianas tienen un total de hasta 5500 efectivos cada una incluyendo 30-40 % de personal no combatiente. El tamaño total de las fuerzas de tierra es de 36 553 efectivos (excluyendo la reserva activa), de los cuales 21 son oficiales de alto rango, 6166 oficiales y sargentos, 28 477 tropas de base, 125 cadetes y 388 civiles. Las fuerzas de tierra están equipadas con gran variedad de armamento y vehículos. La infantería ligera presenta la columna vertebral del ejército georgiano según el modelo de los Marines de EE. UU. como una vanguardia rápidamente desplegable de acción directa, mientras que la infantería real actúa como brazo de apoyo. Las fuerzas especiales operan independientemente bajo la dirección directa del Ministerio de Defensa. Las Fuerzas de Tierra Georgianas consisten de las siguientes formaciones de combate (incompleto):

### Fuerzas Regulares
- Cuartel General, Comando de las Fuerzas de Tierra (Tiflis)
  - Punto Central de Comando
  - Base de Transporte y Aviación
  - Base de Reparación de Técnicas de Defensa Aérea
  - Unidad de Comunicaciones
- 1.ª Brigada de Infantería (Gori)4.ª Brigada durante un desfile en 2007.

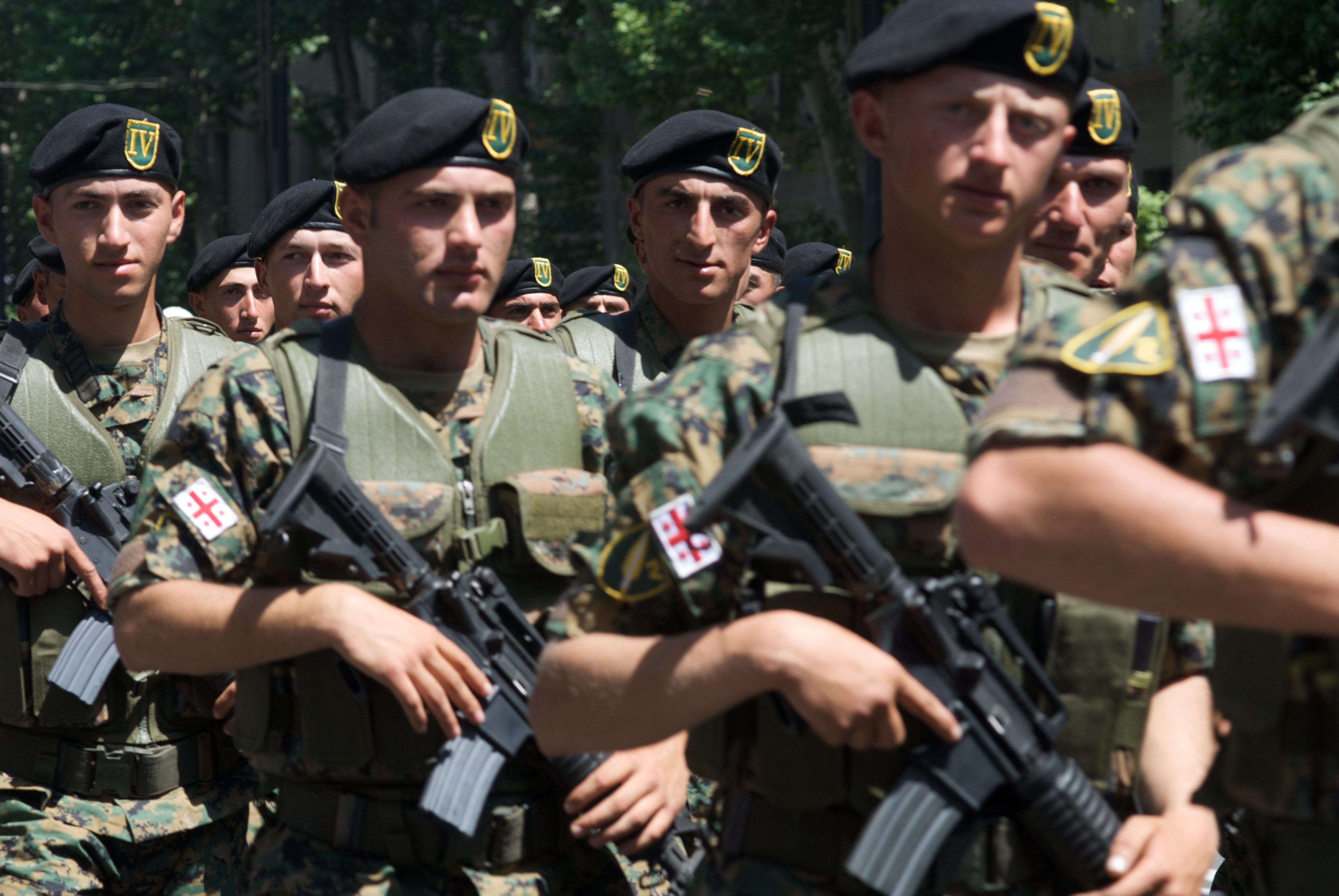
4.ª Brigada durante un desfile en 2007.

  - 11.º Batallón de Infantería Ligera de Telavi
  - 12.º Batallón de Infantería Ligera
  - 13.º Batallón de Infantería Ligera "Shavnabada"
  - función de apoyo: batallón antitanque, batallón de infantería motorizada, batallón mecanizado, batallón de tanques, batallón de asalto aéreo

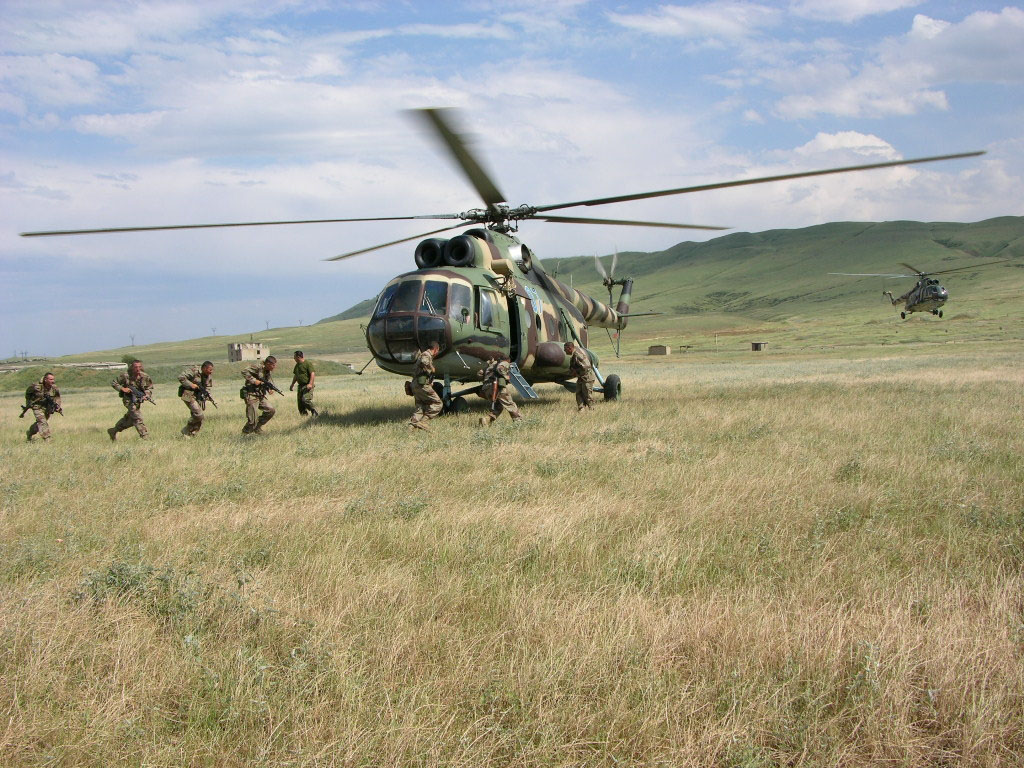
Soldados a bordo de helicópteros Mi-8.

- 2.ª Brigada de Infantería (Senaki)
  - 21.º Batallón de Infantería Ligera
  - 22.º Batallón de Infantería Ligera
  - 23.º Batallón de Infantería Ligera
  - función de apoyo: batallón antitanque, dos batallones de infantería motorizada, batallón mecanizado, batallón de tanques.

- 3.ª Brigada de Infantería (Los Mamelucos) (Kutaisi)
  - 31.º Batallón de Infantería Ligera
  - 32.º Batallón de Infantería Ligera
  - 33.º Batallón de Infantería Ligera - desplegado en Afganistán
  - función de apoyo: batallón antitanque, batallón de infantería motorizada, batallón mecanizado, batallón de tanques.

- 4.ª Brigada de Infantería (Vaziani)
  - 41.º Batallón de Infantería Ligera
  - 42.º Batallón de Infantería Ligera
  - 43.º Batallón de Infantería Ligera
  - función de apoyo: batallón antitanque, dos batallones mecanizados, ala de apoyo aéreo, batallón de vigilancia y reconocimiento especial, batallón de montaña, batallón de tanques.

- 5.ª Brigada de Infantería (Khelvachauri y Khoni)
  - 51.º Batallón de Infantería Ligera
  - 52.º Batallón de Infantería Ligera
  - 53.º Batallón de Infantería Ligera
  - función de apoyo: batallón antitanque, batallón de infantería motorizada, batallón mecanizado, batallón de tanques.

## Formaciones separadas
- Brigada de Ingenieros
- Brigada de Defensa Aérea
- Brigada de Defensa Aérea (Kutaisi)
- Batallón de Tanques Separado (Gori)
- 1.º Batallón Antitanques separado (Gori)
- 2.º Batallón Antitanques separado
- Batallón de Infantería Ligera separado (Adlia)
- Batallón Pionera separado (Saguramo)
- Batallón de Reconocimiento Técnico separado (Kobuleti)
- Batallón de Comunicaciones separado
- Regimiento Médico (Saguramo)

- 1ª Brigada de Artillería (Vaziani)[20]
  - dos batallones antiaéreos, dos batallones de infantería de apoyo, batallón de reconocimiento-vigilancia
- 2ª Brigada de Artillería (Khoni)
  - dos batallones antiaéreos, dos batallones de infantería de apoyo, batallón de reconocimiento-vigilancia

### Fuerzas Especiales
- Cuartel General del Ejército, División Principal de Operaciones Especiales (Tiflis)
- Brigada de Fuerzas Especiales
  - Batallón de Operaciones Especiales
  - Escuadrón de Operaciones Especiales Navales
  - Batallón de Ataque "Iverioni"
  - Batallón de Apoyo
  - Centro de Entrenamiento de Fuerzas Especiales

Las Fuerzas Especiales Georgianas están subordinas a la División Principal de Operaciones Especiales del Ministerio de Defensa con una estructura de comando a nivel de brigada. Cada formación está dividida en varias subdivisiones que están localizadas en diferentes regiones de Georgia, ciudades y áreas estratégicamente importantes. La mayoría de unidades están compuestas de veteranos de pasados conflictos incluyendo la Invasión soviética de Afganistán, las guerras de Georgia y la insurgencia en Chechenia. Algunos soldados sirvieron en formaciones del antiguo Ejército Rojo en Rusia y Ucrania.
Desde 2001, Georgia ha intensificado el entrenamiento de sus fuerzas de élite en cooperación con los servicios especiales de americanos, franceses, británicos, israelíes y de otros países. Comandos georgianos participaron en la Guerra de Irak desde 2003 hasta la completa retirada del contingente georgiano en 2008 debido a una escalada en las hostilidades en Osetia del Sur. De acuerdo con fuentes independientes, un número de operativos georgiano también fue desplegado anteriormente en Afganistán para ayudar a las Fuerzas Especiales de EE. UU. en el encuentro de líderes talibanes. Oficiales georgianos han sostenido que un grupo de efectivos fue desplegado en Afganistán para propósitos médicos.

### Sección Aérea del Ejército (anterior Fuerza Aérea)

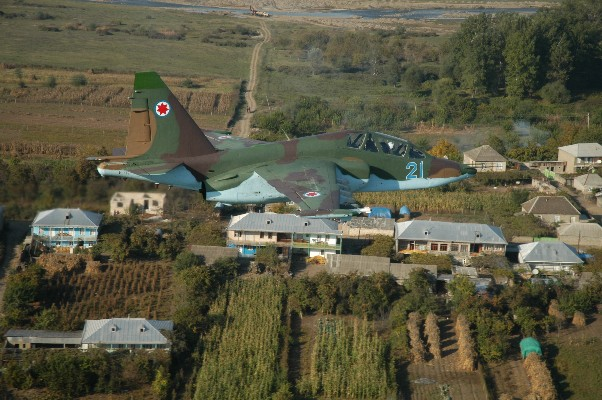
Sukhoi Su-25 georgiano atacando una aeronave en tierra.

La Fuerza Aérea Georgiana fue fusionada con el Ejército de Tierra en 2010, y fue renombrada Sección Aérea del Ejército, experimentando una masiva reorganización y reorganización. La sección operativa adicional de las Fuerzas de Tierra de Georgia en la actualidad consiste en un número desconocido de aviones, helicópteros de transporte y artillados y 3.000 efectivos. La Fuerza Aérea Georgiana perdió dos helicópteros en tierra durante la Guerra de Osetia.
Dos grandes aeródromos están localizados cerca de Tiflis en Alekseevka y Marneuli.

### Guarda Costera Georgiana (anterior Fuerza Naval)
Las Fuerzas Navales Georgianas (Armada de Georgia) fueron abolidas en 2009 y se incorporaron al cuerpo de la Guardia Costera, que estructuralmente no pertenece a las Fuerzas Armadas de Georgia, pero que sin embargo es una subunidad de la Policía Fronteriza de Georgia, que está bajo el control del Ministerio de Interior. El cuerpo de la Guardia Costera es responsable del mantenimiento de la soberanía del país y de la protección de las aguas territoriales interiores y las zonas económicas. El cuartel general y principal base de la Guarda Costera está localizado en el puerto del mar Negro de Poti.

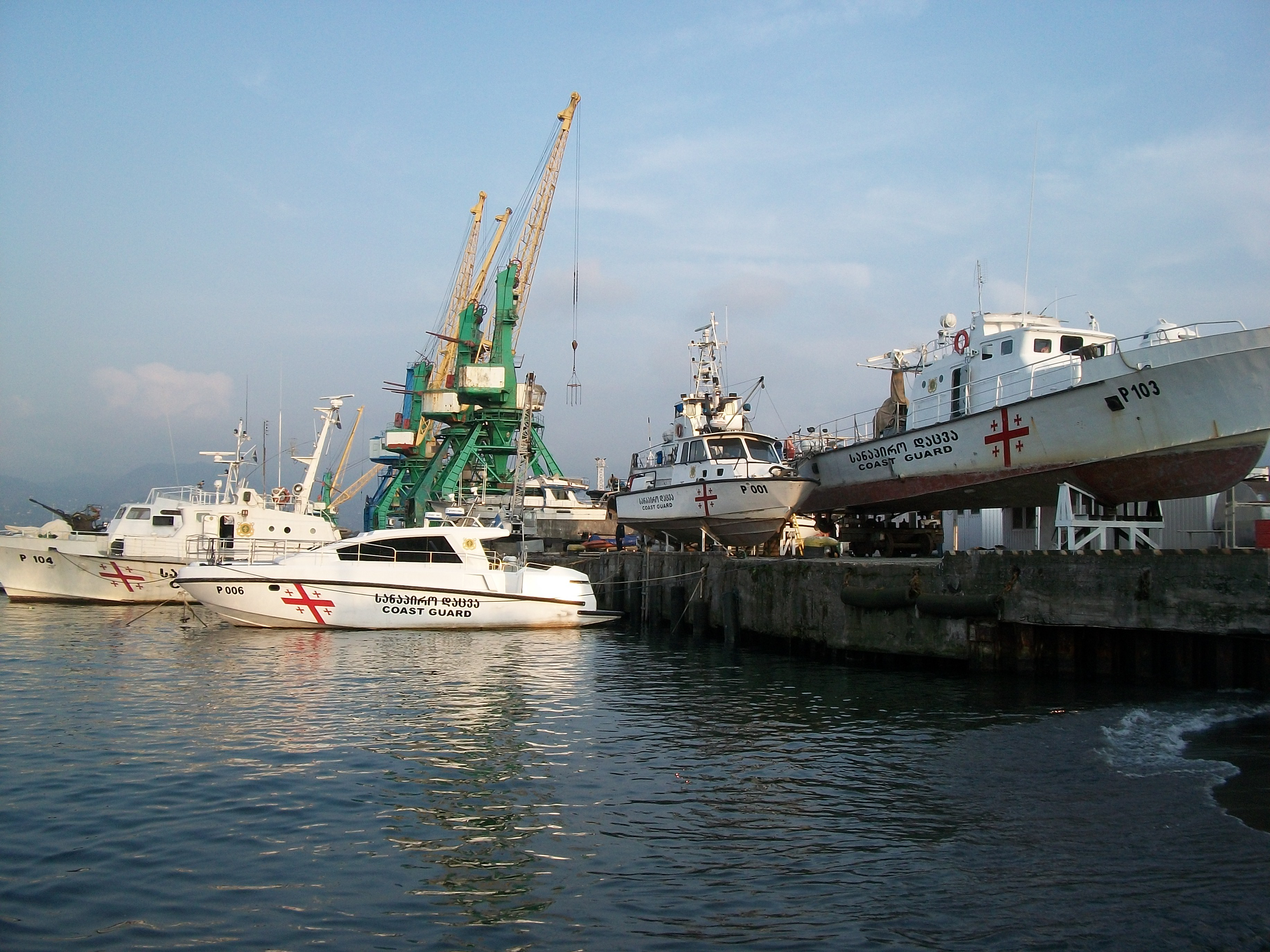
Buques de la Guarda Costera Georgiana.

La otra base, más pequeña, de la Guarda Costera se halla en Batumi. Junto con las fuerzas navales, la marina también incluye un Destacamento Especial de Contra-terrorismo. Georgia es también uno de los miembros fundadores y participantes del Grupo de Cooperación Naval del Mar Negro. Antes de la guerra con Rusia, las Fuerzas Navales Georgianas tenían 19 buques navales. 4 de ellos fueron hundidos durante el conflicto, y nuevo embarcaciones hinchables de cuerpo rígido fueron capturadas por Rusia. Los georgianos reflotaron y devolvieron al servicio dos de los buques hundidos, y parcialmente remplazaron sus pérdidas con patrulleras y embarcaciones rápidas de ataque de fabricación turca. Su armamento más pesado son cañones de 25-30mm. Sin embargo, ningún navío de la marina georgiana está armado con misiles antibuque.

### Guardia Nacional de Georgia
La Guardia Nacional de Georgia fue establecida el 20 de diciembre de 1990 y fue dirigida por voluntarios. Representa la primera formación armada georgiana, que se convirtió en la base para la fundación de las modernas Fuerzas Armadas Georgianas. La Guardia Nacional participó activamente en los conflictos que ocurrieron en territorio georgiano (Samachablo, Abjasia).
La Guardia Nacional consistía en un personal de 20.554 efectivos, pero ahora ha sido reducido a 550. Las principales misiones de la Guardia Nacional son:
1. Apoyo al gobierno civil en situaciones de crisis (naturales, tecnológicas, ecológicas);
2. Registrar la movilización de recursos;
3. Colaborar en la formación de las unidades de las Fuerzas Armadas;
4. Proporcionar apoyo a las actividades ceremoniales;
5. Asistir en el entrenamiento de lar Fuerzas en la Reserva.

### Ejército de Reserva y Fuerzas de Defensa Territorial
El Ejército de Reserva es una fuerza de reserva profesional formado por antiguos miembros del ejército regular solamente. Tiene un tamaño de cerca de 20.000 hombres y proporciona apoyo de combate o maniobras dilatorias contra fuerzas hostiles. Debido a la suma de experiencia, el personal de reserva sería dispuesto para reemplazamiento de pérdidas en los rangos de las formaciones regulares y si fuera necesario operaría también en la vanguardia de un grupo combinado mecanizado o en la infantería de asalto. El equipamiento no difiere mayormente del mismo del ejército regular, aunque no tiene el mismo nivel de prioridad en términos de suministros y logística.
Las Fuerzas de Defensa Territorial fueron establecidas para asistencia inmediata de la población en situaciones de crisis, tales como guerras. Su principal objetivo sería la fortificación y defensa de todas las áreas pobladas y estratégicamente importantes así como proporcionar ayuda y seguridad en las operaciones de evacuación en caso de catástrofes naturales. 
Otras fuerzas diferentes a la reserva del ejército que consiste en antiguos militares solamente, las Fuerzas de Defensa Territorial tienen escasa preparación para complejas operaciones militares. En su lugar proporciona mayor confort a las fuerzas regulares en casos de guerra. Actuando como un brazo logístico adicional y dejando el combate real al ejército regular. Con las fuerzas terrestres y el ejército de reserva dedicados a la acción directa las tareas más importantes de la Fuerza de Defensa sería la construcción de trincheras, búnkeres y obstáculos en torno a regiones estratégicamente importantes y las sitúa sistemáticamente en la formación de líneas defensivas. El número de conscriptos no excede de 120.000 y es razonablemente grande, y la intención estratégica es aprovechar cualquier ventaja geográfica sobre el enemigo.
Los conscriptos son generalmente pobremente equipados en comparación con los equivalentes de las fuerzas terrestres. El número de combate, equipos de protección y suministros serán muy limitados en caso de conflicto bélico. Las Fuerzas de Defensa Territorial consisten en ciudadanos ordinarios de todas las profesiones que reciben entrenamiento básico en situaciones de guerra moderna. El armamento de entrenamiento es principalmente de origen soviético y material abandonado utilizado anteriormente por el ejército regular, incluyendo tanques. Este armamento consiste en rifles de asalto de la serie AK y lanzadores de cohetes RPG-7.

## Cooperación internacional

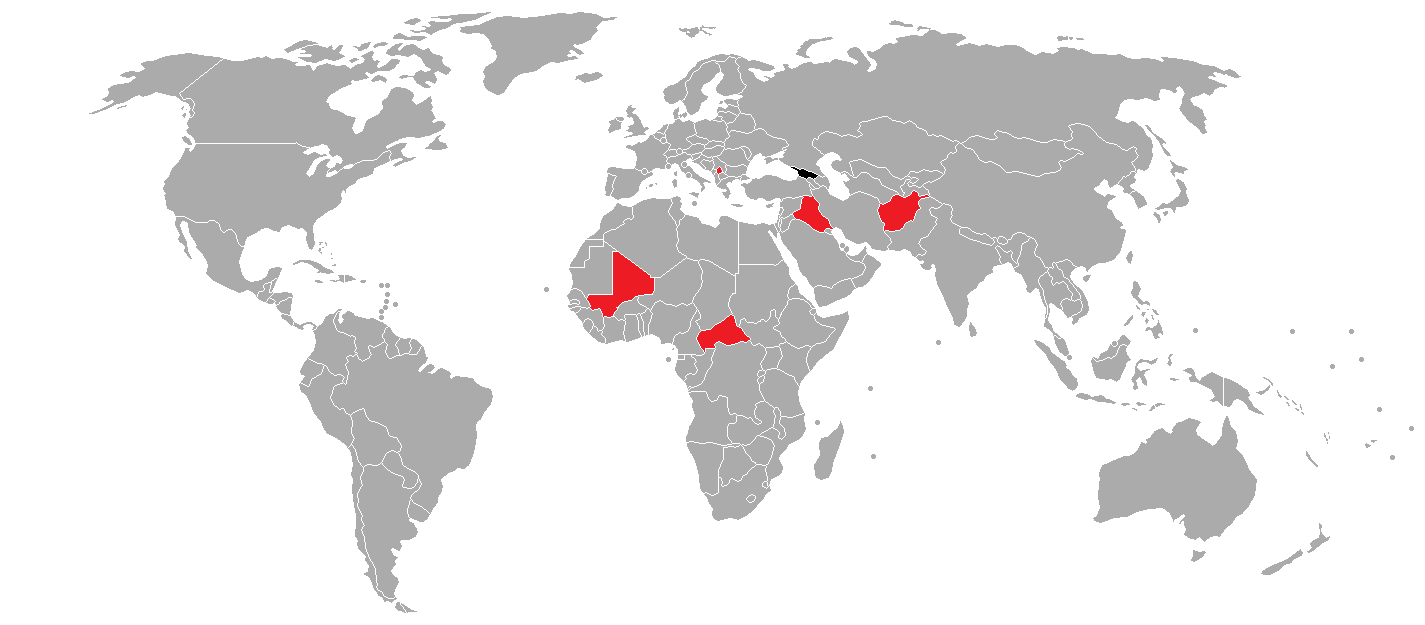
Operaciones del ejército de Georgia en el extranjero desde 1991.

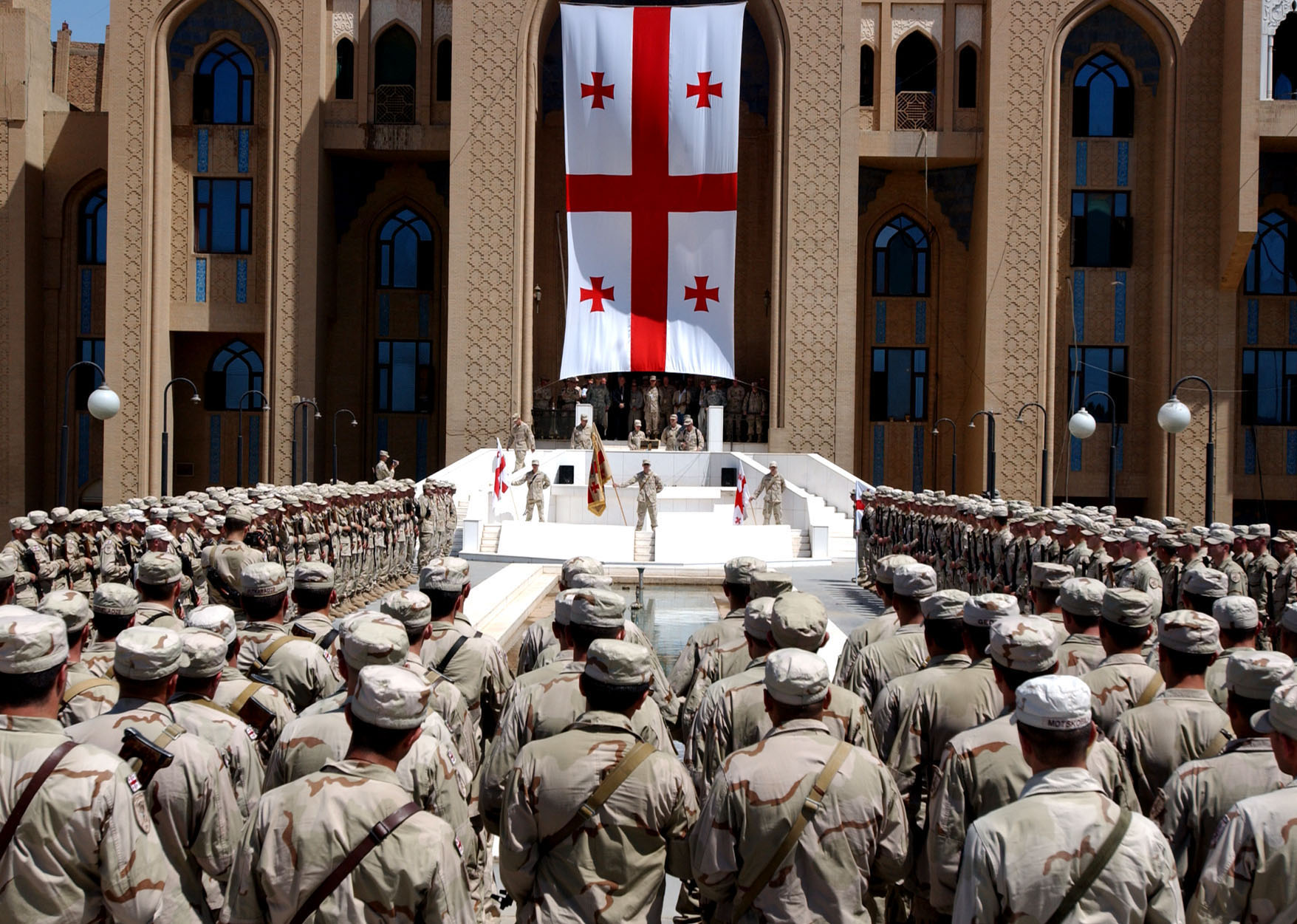
Georgia planifica enviar un batallón de infantería adicional a Afganistán de unos 936 soldados que ya han servido ahí. Después del despliegue del batallón adicional, Georgia se convertirá en el mayor contribuidor de la ISAF sin pertenecer a la OTAN.

Las Fuerzas Armadas Georgianas han participado en misiones de mantenimiento de la paz (en los Balcanes, Golfo Pérsico) desde 1999.
Las unidades participantes en misiones de mantenimiento de la paz son dirigidas por soldados profesionales, la duración de la misión es de seis meses y la participación es voluntaria. Los criterios de aceptación son, como siguen: condición física, aptitud física, destreza profesional y experiencia.

### Misiones de mantenimiento de la paz
Cerca de 200 tropas georgianas fueron desplegadas en Kosovo (Kosovo Force, KFOR) en 1999-2008, 70 fueron desplegados en Irak (OIF) en 2003 y 50 en Afganistán en 2004 (ISAF). Desde 2004 en Irak ha habido 300 tropas georgianas. Desde 2005 aproximadamente 850 tropas sirvieron bajo el Comando de la Coalición (OIF) y de la UNAMI. En julio de 2007 Georgia envió un extra de 1.400 tropas a Irak; esto ascendió el número total de tropas en Irak a 2.000. Cerca de 300 de estas tropas fueron asignados a las afueras de la ciudad de Wahida cerca de Salman Pak, Irak. El 8 de agosto de 2008 Georgia anunció la retirada de 1000 tropas des Irak debido al incremento de las hostilidades con Rusia. Su preparación y entrenamiento son evaluados al máximo nivel por expertos internacionales. El contingente entero en Irak ha sido retirado a Georgia.
En las misiones internacionales de mantenimiento de la paz los miembros militares obtienen experiencia sobre el terreno y muestran su preparación para cooperar con la OTAN y otras fuerzas de países asociados.
En la actualidad hay más de 1.570 tropas combatientes georgianas desplegadas en la provincia de Helmand, Afganistán, donde Georgia ha sufrido hasta ahora 10 muertes y 38 heridos. En septiembre de 2012, Georgia sostuvo que continuaría su contribución en Afganistán siguiendo el calendario de retirado de la OTAN para 2014. En noviembre de 2012, Georgia ha doblado el número de tropas desplegadas para luchar con las fuerzas dirigidas por la OTAN en Afganistán hasta más de 1.500. Georgia tiene 1.570 tropas sirviendo ahí, convirtiendo el pequeño país del Caucaso de 4,5 millones de habitantes en el mayor contribuidor de tropas fuera de la OTAN en la misión de Afganistán.

## Bases
| Nombre                                    | Localización    |
| ----------------------------------------- | --------------- |
| Cuartel General del Ministerio de Defensa | Tiflis          |
| Base militar de Vaziani                   | cerca de Tiflis |
| Base militar de Krtsanisi                 | cerca de Tiflis |
| Base militar de Ajalkalaki                | Ajalkalaki      |
| Aeródromo de Alekseevka                   | cerca de Tiflis |
| Aeródromo de Marneuli                     | Marneuli        |
| Aeródromo de Bolnisi                      | cerca de Tiflis |
| Base militar de Gori                      | cerca de Gori   |
| Base militar de Senaki                    | Senaki          |
| Base naval de Poti                        | Poti            |
| Base militar de Mukhrovani                | Mukhrovani      |
| Base militar de Kutaisi                   | Kutaisi         |
| Base militar de Khelvachauri              | Khelvachauri    |
| Base militar de Khoni                     | Khoni           |
| Base naval de Batumi                      | Batumi          |